# Șîroka Dacea, Șîroke
Șîroka Dacea (în ucraineană Широка Дача) este un sat în așezarea urbană Mîkolaiivka din raionul Șîroke, regiunea Dnipropetrovsk, Ucraina.

## Demografie
Componența lingvistică a localității Șîroka Dacea
     Ucraineană (87,52%)
     Rusă (8,43%)
     Belarusă (3,54%)
Conform recensământului din 2001, majoritatea populației localității Șîroka Dacea era vorbitoare de ucraineană (87,52%), existând în minoritate și vorbitori de rusă (8,43%) și belarusă (3,54%).